# Lepidozona luzonica
Lepidozona luzonica är en blötdjursart som först beskrevs av Sowerby 1842.  Lepidozona luzonica ingår i släktet Lepidozona och familjen Ischnochitonidae. Inga underarter finns listade i Catalogue of Life.